# Коргашинский сельский округ
Коргашинский сельский округ — упразднённая административно-территориальная единица, существовавшая на территории Мытищинского района Московской области в 1994—2006 годах.
Коргашинский сельсовет был образован в 1926 году в составе Пушкинской волости Московского уезда Московской губернии путём выделения из Ульяновского с/с.
В 1926 году Коргашинский с/с включал село Свиноедово и деревню Коргашино.
В 1929 году Коргашинский с/с был отнесён к Мытищинскому району Московского округа Московской области.
14 июня 1954 года к Коргашинскому с/с был присоединён Пироговский с/с.
31 июля 1959 года к Коргашинскому с/с был присоединён Беляниновский сельсовет.
14 ноября 1960 года в Коргашинский с/с был включён посёлок Красная Звёздочка, входивший до этого в дачный посёлок Черкизово.
1 февраля 1963 года Мытищинский район был упразднён и Коргашинский с/с вошёл в Мытищинский сельский район. 11 января 1965 года Коргашинский с/с был передан в восстановленный Мытищинский район.
3 февраля 1994 года Коргашинский с/с был преобразован в Коргашинский сельский округ.
В ходе муниципальной реформы 2004—2005 годов Коргашинский сельский округ прекратил своё существование как муниципальная единица. При этом его населённые пункты были переданы частью в городское поселение Мытищи, а частью в городское поселение Пироговский.
29 ноября 2006 года Коргашинский сельский округ исключён из учётных данных административно-территориальных и территориальных единиц Московской области.